# NGC 5844
NGC 5844 – mgławica planetarna położona w gwiazdozbiorze Trójkąta Południowego. Została odkryta 2 maja 1835 roku przez Johna Herschela.